# Nature morte au poisson, pain et bouilloire
La Nature morte au poisson, pain et bouilloire est une huile sur toile (34 × 48 cm) de Luis Meléndez (1716-1780) datant de 1772 environ et conservée aux États-Unis au musée des beaux-arts de Cleveland dans l'Ohio, sous le numéro d'inventaire 1983.97. Elle est signée de ses initiales en bas à droite. Jusqu'au début du XXe siècle, elle se trouvait dans la collection du marquis de Casa Torres, comte de Saltes, à Madrid , puis dans la collection E. Speelman, à Londres.

## Description
Cette nature morte présentée sur une table de bois de cuisine montre la préparation d'un plat de poisson. Celui-ci, une dorade rose fraîchement pêchée rappelant la Nature morte aux dorades et oranges du musée du Prado, est posé debout contre une volumineuse bouilloire de cuivre, près d'une orange et d'un citron à gauche et devant des têtes d'ail. À droite sur la table, une grosse miche de pain illumine la scène, tandis qu'un pichet d'huile en métal gris se trouve à droite dans l'ombre,. Tout est disposé pour la préparation de ce repas fort populaire.

## Expositions
Ce tableau a été présenté au public au Meadows Museum de Dallas (mars-mai 1985); au North Carolina Museum of Art de Raleigh (janvier-mars 1985); à la National Academy of Design de New York (mars-mai 1985); au musée d'Albuquerque (avril-juillet 2005, exposition El Alma de España (The Soul of Spain)); à la National Gallery of Art de Washington (mai-août 2009); au Los Angeles County Museum of Art (septembre 2009-janvier 2010); au musée des beaux-arts de Boston (février-mai 2010).